# 107-я танковая бригада
107-я танковая Вапнярская Краснознамённая ордена Кутузова бригада — танковая бригада РККА времён Великой Отечественной войны.

## История

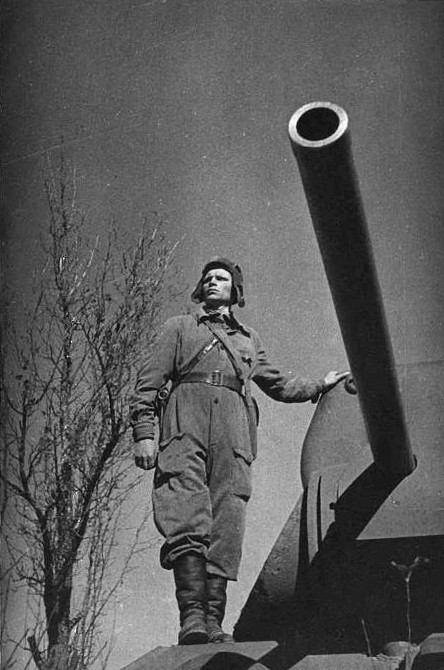
Командир танка 107-й танковой бригады старший сержант И. П. Гречка. Северо-западнее Сталинграда. Октябрь 1942 г.

Сформирована в июне 1942 года в районе города Воронеж как 107-я танковая бригада.
В её состав вошли 307-й, 308-й танковые, мотострелково-пулемётный батальоны, противотанковые, зенитные батареи и другие подразделения..
Боевой путь начала 16 июня 1942 на Брянском фронте в 16-м танковом корпусе, который 20 ноября 1944 года был преобразован в 12-й гвардейский танковый корпус. В составе этого корпуса бригада действовала на разных фронтах до конца войны. В июне — июле 1942 участвовала в оборонительных операции Брянского фронта на воронежском направлении, в августе — ноябре в составе войск 1-й гвардейской армии Сталинградского (затем Донского) фронта вела упорные оборонительные бои под Сталинградом. В ходе окружения вражеской группировки действовала в составе 24-й армии Донского фронта.
В 1942 году была тяжёлой танковой бригадой.
В феврале-марте 1943 в составе 2-й танковой армии Центрального фронта участвовала в наступлении на орловско-брянском направлении. Высокую стойкость и отвагу показал личный состав бригады в Курской битве. Обороняясь на направлении главного удара 9-й немецкой армии, части бригады совместно с другими соединениями 16-го танкового корпуса сорвали все попытки врага прорвать оборону советских войск в районе Ольховатки.
С переходом войск фронта в контрнаступление бригада участвовала в Орловской наступательной операции, затем была выведена в резерв Ставки ВГК.
30 декабря 1943 г. бригада передислоцирована в район юго-западнее Киева в состав 1-го Украинского фронта, куда прибыла 7 января 1944 года. С 2 по 12 февраля 1944 года в оперативном подчинении 6-й ТА.
В феврале 1944 года участвовала в Корсунь-Шевченковской наступательной операции, отражая в составе 2-й танковой армии 1-го Украинского фронта удары немецких войск на внешнем фронте окружения.
Успешно действовала бригада в Уманско-Ботошанской наступательной операции 2-го Украинского фронта. Несмотря на бездорожье и весеннюю распутицу, танкисты стремительно продвигались вперёд;
10 марта они одними из первых ворвались в г. Умань 12 марта форсировали р. Южный Буг, 15 марта способствовали освобождению мощного узла обороны немецких войск — станции и г. Вапнярка, за что бригаде присвоено наименование «Вапнярская».
Развивая наступление, бригада форсировала р. Днестр, в конце марта вышла к государственной границе СССР, форсировала р. Прут в районе Фалешты и овладела рядом населённых пунктов на территории Румынии. За отличия в этих боях награждена орденом Красного Знамени (8 апреля).
14 июня 1944 года бригада в составе 16-го тк 2-й ТА вышла из состава 2-го Украинского фронта и подчинена 1-му Белорусскому фронту, с 27 июля 1944 г. в резерве 2-й ТА.
В июле — августе бригада участвовала в Люблин-Брестской наступательной операции, в ходе которой во взаимодействии с другими соединениями 2-й гвардейской танковой армии освободила польский г. Демблин (25 июля), за что была награждена орденом Кутузова 2-й степени (9 августа).
11 августа 1944 года бригада в составе 16-го тк вышла из 2-й ТА и оперативно подчинена 8-й гвардейской армии в районе Минска.
С 12 августа 1944 до конца войны действовала в составе войск 1-го Белорусского фронта (в 8-й гвардейской, 2-й гвардейской танковой, 61-й и снова во 2-й гвардейской танковой армии).

«За высокое воинское мастерство, мужество и героизм, проявленные личным составом в боях с немецко-фашистскими захватчиками» преобразована в 49-ю гвардейскую танковую бригаду (1 декабря 1944 года) 
.
Войну закончила как 49-я гвардейская танковая Вапнярско-Варшавская ордена Ленина Краснознамённая орденов Суворова и Кутузова бригада.

## Состав
- Бригада сформирована по штатам № 010/345 — 010/352 от 15.02.1942 г.:
- Управление бригады (штат № 010/345)
- 307-й отд. танковый батальон (штат № 010/346)
- 308-й отд. танковый батальон (штат № 010/346)
- Мотострелково-пулемётный батальон (штат № 010/347)
- Батарея ПТО (штат № 010/348)
- Зенитная батарея (штат № 010/349)
- Рота управления (штат № 010/350)
- Рота технического обеспечения (штат № 010/351)
- Медико-санитарный взвод (штат № 010/352)
- В декабре 1942 г. бригада переформирована по штатам № 010/270 — 010/277 от 31.07.1942 г.:
- Управление бригады (штат № 010/270)
- 307-й отд. танковый батальон (штат № 010/271)
- 308-й отд. танковый батальон (штат № 010/272)
- Мотострелково-пулемётный батальон (штат № 010/273)
- Истребительно-противотанковая батарея (штат № 010/274)
- Рота управления (штат № 010/275)
- Рота технического обеспечения (штат № 010/276)
- Медико-санитарный взвод (штат № 010/277)

(05.08.1943 — 20.11.1943 была переформирована по штатам № 010/500-010/506.)
- рота управления
- 1-й отдельный танковый батальон (до 15.05.1944 — 307-й отд. танковый батальон)
- 2-й отдельный танковый батальон (до 15.05.1944 — 318-й отд. танковый батальон)
- 3-й отдельный танковый батальон
- моторизованный батальон автоматчиков
- зенитно-пулемётная рота

## Подчинение
- Действовала в составе войск 1-го Белорусского фронта (в 8-й гвардейской, 2-й гвардейской танковой, 61-й и снова во 2-й гвардейской танковой армии)

## Командование
- Командиры бригады
- 01.04.1942 — 15.10.1943 Теляков, Николай Матвеевич, подполковник
- 15.10.1943 — 20.11.1944 Абрамов, Тихон Порфирьевич, полковник
- Заместитель командира бригады по строевой части

- Начальники штаба бригады
- 00.04.1942 — 00.06.1942 Дубровин Василий Степанович, майор
- врид Судариков Владимир Александрович, майор (убит 01.07.1942 — ОБД)
- 00.06.1942 — 00.02.1943 Подерни Всеволод Владимирович, майор (сильно контужен 05.08.1942 — ПН)
- 00.02.1943 — 00.03.1943 Каравайков Александр Иванович, майор
- 00.03.1943 — 28.04.1943 Дударенков Дмитрий Леонтьевич, майор
- 28.04.1943 — 14.09.1943 Рейзен Моисей Вульфович, майор
- 14.09.1943 — 28.08.1944 Лукьянов Михаил Семёнович, майор
- 28.06.1944 — 22.09.1944 Яковлев Алексей Николаевич, майор
- 22.08.1944 — 00.04.1944 Корсуков Василий Иванович, майор

## Награды и наименования
| Награда, наименование     | Дата                | За что получена |
| ------------------------- | ------------------- | --- |
| «Вапнярская»              | 19 марта 1944 года  | Почётное наименование присвоено в ознаменование одержанной победы и за отличие в боях за освобождение Вапнярки. Приказ Верховного Главнокомандующего № 062 от 19 марта 1944 года.                             |
| Орден Красного Знамени    | 8 апреля 1944 года  | За образцовое выполнение заданий командования при форсировании Днестра, овладении городом и важным железнодорожным узлом Бельцы, выход на государственную границу и проявленные при этом доблесть и мужество. |
| орден Суворова II степени | 9 августа 1944 года | За образцовое выполнение заданий командования в боях с немецкими захватчиками, за овладение городом Демблин и проявленные при этом доблесть и мужество. Указ Президиума ВС СССР от 09.08.1944.                |